# ليتل سيزرز
ليتل سيزرز (بالإنجليزية: Little Caesars) سلسلة مطاعم متخصصة في تحضير البيتزا وتعد رابع أكبر سلسلة مطاعم في الولايات المتحدة. مقرها الرئيسي في مركز مدينة ديترويت في ولاية ميشيغان.

## الخلفية
أفتتح مطعم ليتل سيزر لأول مرة عام 1959 على يد مايكل ليتش وزوجته ماريا ليتش في مجمع جاردن سيتي التجاري في ديترويت. مايكل أراد تسمية المطعم "بيتزا تريت وتعني "وجبة بيتزا" إلا أن زوجته ماريا أرادت اسما مختلفا. إذ كانت تطلق على زوجها "ليتل سيزر" ومعناها "القيصر الصغير". توصلوا إلى اتفاق وأسموا المطعم " ليتل سيزر بيتزا تريت" ---" وجبة بيتزا القيصر الصغير".
الشركة أصبحت مشهورة بفضل عباراتها الدعائية مثل «بيتزا بيتزا» الذي أستخدم أول مرة عام 1979 وسبب هذه العبارة أن للمطعم سياسة في تقديم بيتزا مجانية مع كل طلبية بيتزا.
بالإضافة إلى البيتزا، يقدم المطعم سلسلة أخرى من الوجبات مثل الهوت دوغز وقطع الدجاج والسمك وروبيان. في عام 1990 أطلقت الشركة شخصية دعائية لها تدعى «بو بيكون» على غرار دونالد مكدونالد شخصية سلسلة مطاعم مكدونالدز الشهيرة.

## الفروع والمواقع

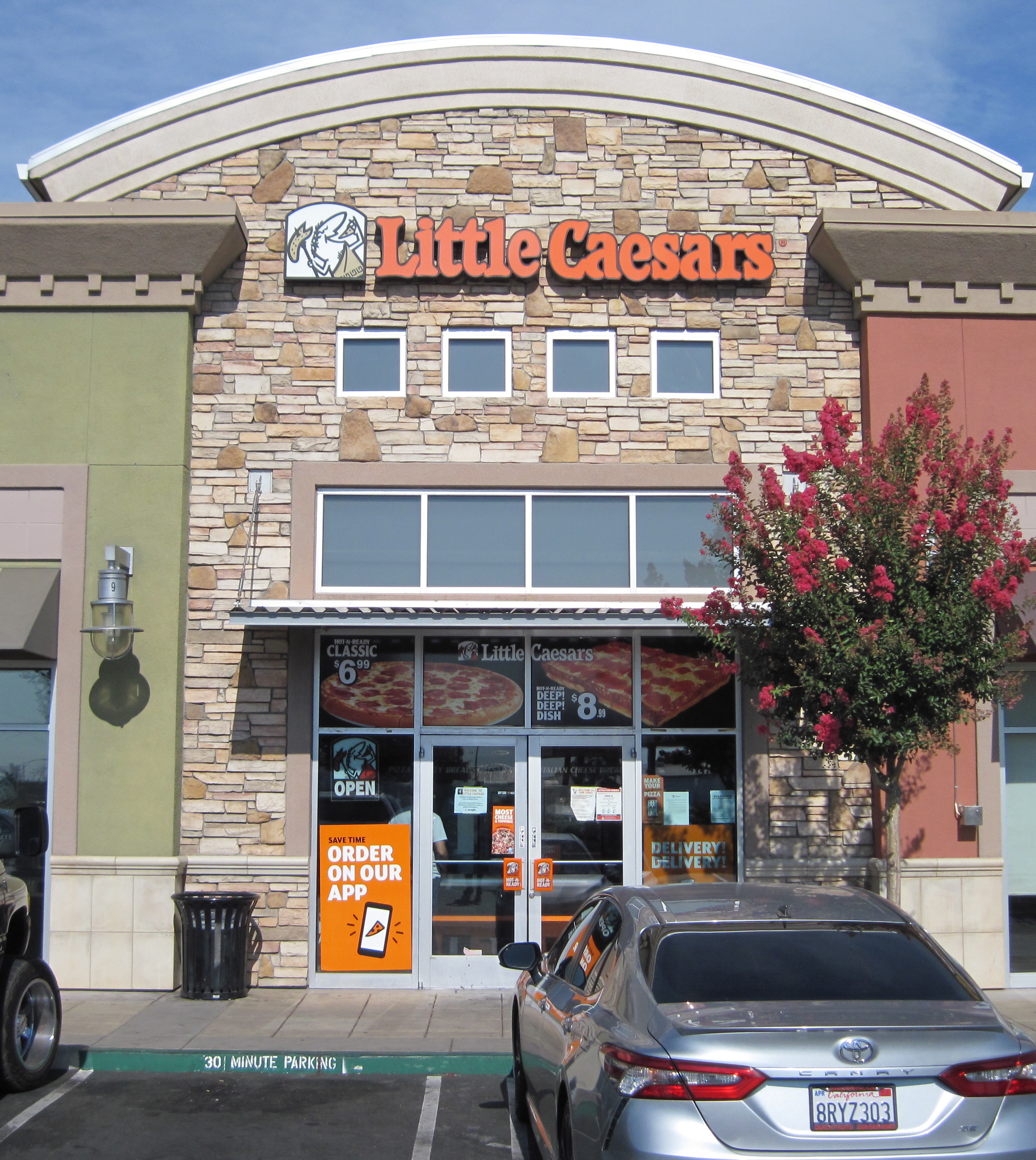
مطعم ليتل سيزرز في مدينة ساليدا بولاية كاليفورنيا الأمريكية

توسعت سلسلة مطاعم ليتل سيزرز وانتشرت فروعها في أنحاء الولايات المتحدة الأمريكية عن طريق بيع حق الامتياز التجاري لعدد من الملاك، وقد باعت أول امتياز لها في عام 1962، ومع بدايات عام 1987 أصبحت مطاعم ليتل سيزرز متواجدة في جميع الولايات الأمريكية الخمسين. كانت ليتل سيزرز هي سلسلة البيتزا الأسرع نموًا في الولايات المتحدة الأمريكية ما بين عامي 2008 و2015.
افتتحت ليتل سيزرز أول مطعم لها في كندا عام 1969.
أصبح هناك 5463 مطعمًا تابعًا لسلسلة مطاعم ليتل سيزرز حول العالم في عام 2017.
تواجدت مطاعم ليتل سيزرز في الفلبين منذ تسعينيات القرن العشرين، قبل أن يتم إغلاقها بشكلٍ ندريجي في العقد الأول من القرن الحادي والعشرين ثم تعود للسوق الفلبيني مرة أخرى في 25 يناير 2019 بامتياز جديد في مدينة إرميتا بالعاصمة مانيلا. دخلت ليتل سيزرز السوق الهندية في 29 يناير 2020 بافتتاح مطعمين لها في مدينة أحمد آباد بولاية غوجارات في الهند.

## نموها العالمي
بحلول عام 1987 توسعت الشركة لتشمل جميع أمريكا الشمالية. وتوسعت أكثر عام 2006 لتفتتح مطاعم في بورتوريكو وغوام وكوريا الجنوبية وسلوفاكيا ومصر والكويت والسعودية والتشيك والإمارات العربية المتحدة والبحرين ولبنان. في عام 2007 أنهت الشركة علاقتها مع كوكا كولا في جميع فروعها حول العالم باستثناء كندا وأختارت بيبسي كخيار بديل.

## قوائم الطعام
تقدم مطاعم ليتل سيزرز أنواعًا مختلفة من البيتزا إلى جانب بعض المقبلات الإضافية مثل أجنحة سيزر المنكهة، والخبز الإيطالي بالجبن، بالإضافة إلى مشروب البيبسي.